# نصر الله انتظام
نصر الله انتظام (16 فبراير 1900 - 19 ديسمبر 1980) هو دبلوماسي والسفير الإيراني للأمم المتحدة من العام 1947 حتى 1950 ورئيس جمعيتها العمومية في 1950. 

## ولادته وتعليمه
ولد نصر الله انتظام في طهران عام 1900 وتخرج من كلية القانون والعلوم السياسية في جامعة طهران وجامعة باريس.

## روابط خارجية
- نصر الله انتظام على موقع مونزينجر (الألمانية)